# Neslihan Demir
Neslihan Demir Güler, född 9 december 1983 i Eskişehir i Turkiet, är en tidigare volleybollspelare (vänsterspiker).
Demir Güler har förutom två år i spanska CV Tenerife (2006-2008) spelat i olika turkiska klubbar på elitnivå Yeşilyurt SK (1998-2002), Vakıfbank SK (2002-2006,2008-2010), Eczacıbaşı SK (2010-2017) och Galatasaray SK (2017-2018). Med de olika klubbarna blev hon i Turkiet turkisk mästare tre gånger (2003/2004, 2004/2005 och 2011/2012), vunnit turkiska cupen två gånger (2010/2011 och 2011/2012) och turkiska supercupen två gånger (2011 och 2012). Internationellt vann hon världsmästerskapet i volleyboll för klubblag två gånger (2015 och 2016), CEV Champions League en gång (2014/2015) och Top Teams Cup (numera CEV Cup) en gång (2003/2004). Hon har i flera sammanhang blivit utsedd till bästa poängvinnare eller servare. Vid Top Teams Cup 2003/2004 blev hon utsedd till mest värdefulla spelare. Tidningen Milliyet utsåg henne till årets sportperson 2006 och hon var flagbärare för Turkiet vid OS 2012.
Med landslaget vann hon silver vid EM 2003 och brons vid EM 2011.